# Biadaczew
Biadaczew [pronunciación en polaco: /bjaˈdat͡ʂɛf/] es un pueblo ubicado en el distrito administrativo de Gmina Burzenin, dentro del Distrito de Sieradz, Voivodato de Łódź, en Polonia central. Se encuentra aproximadamente a 5 kilómetros al suroeste de Burzenin, a 19 kilómetros al sur de Sieradz, y a 62 kilómetros al suroeste de la capital regional Lodz.
El pueblo tiene una población de 97 habitantes.